# 老城镇 (长葛市)
老城镇，是中华人民共和国河南省许昌市长葛市下辖的一个乡镇级行政单位。位于长葛市中部，西距市区7千米，北距新郑国际机场20千米。面积53.1平方千米，1997年人口5.4万。
长葛三高位于该镇。

## 历史
1950年建立城关区，1958年改公社，1960年更名为老城公社，1984年改乡，1985年建镇。

## 行政区划
老城镇下辖以下地区：
和平村、前白村、辘轳湾村、打绳赵村、耿庄村、卢庄村、马庄村、三里张村、黄庄村、头堡村、西关村、北街村、东关村、榆园村、槐树陈村、双庙村、菜李村、谷庄村、李庄村、台庙村、尹家堂村、粮斗桑村、路庄村、陈尧村、郭贾村、王家庄村、大赵庄村、岗张村和圪垯庙村。